# Barczi Dávid
Barczi Dávid (Siófok, 1989. február 1. –) magyar labdarúgó, a Dorogi FC középpályása.

## Pályafutása
Barczi Dávid az Újpest FC csapatában nevelkedett, az élvonalban pedig a 2009–2010-es szezonban mutatkozott be. 2010 júliusában két évvel meghosszabbította a szerződését. 2013 teléig 45 tétmérkőzésen öt gólt szerzett a budapesti lila-fehér csapatban, majd fél évre a belga Sint-Truidense csapatához került kölcsönbe. A belgiumi időszak nem sikerült jól számára, a felnőtt csapatban nem, csak a tartalékok közt kapott lehetőséget.
Miután szerződést bontott nevelőklubjával, szabadon igazolható játékosként ingyen írt alá a Diósgyőri VTK-hoz. A miskolci csapat színeiben három szezont töltött, ez idő alatt hetvennyolc bajnokin hatszor talált az ellenfelek kapujába, tagja volt a Ligakupa-győztes és Magyar Kupa-döntős csapatnak, valamint pályára lépett az Európa-liga selejtezőjében is. A 2015–2016-os bajnokságban harminckét találkozón négy gólt szerzett. 2016 nyarán a Videoton szerződtette.
A székesfehérvári csapatnál nem tudott meghatározó játékossá válni, másfél szezon alatt összesen hét bajnokin kapott lehetőséget. 2018 januárjában két és féléves szerződést írt alá a Vasashoz. Augusztus 31-én felbontották a szerződését. Szeptember 19-én a Zalaegerszegi TE szerződtette. 2021 nyarán a másodosztályba feljutó III. Kerületi TVE-ben folytatta pályafutását.

## Sikerei, díjai
Diósgyőri VTK
- Ligakupa-győztes: 2013–14